# Juraj Dobrila

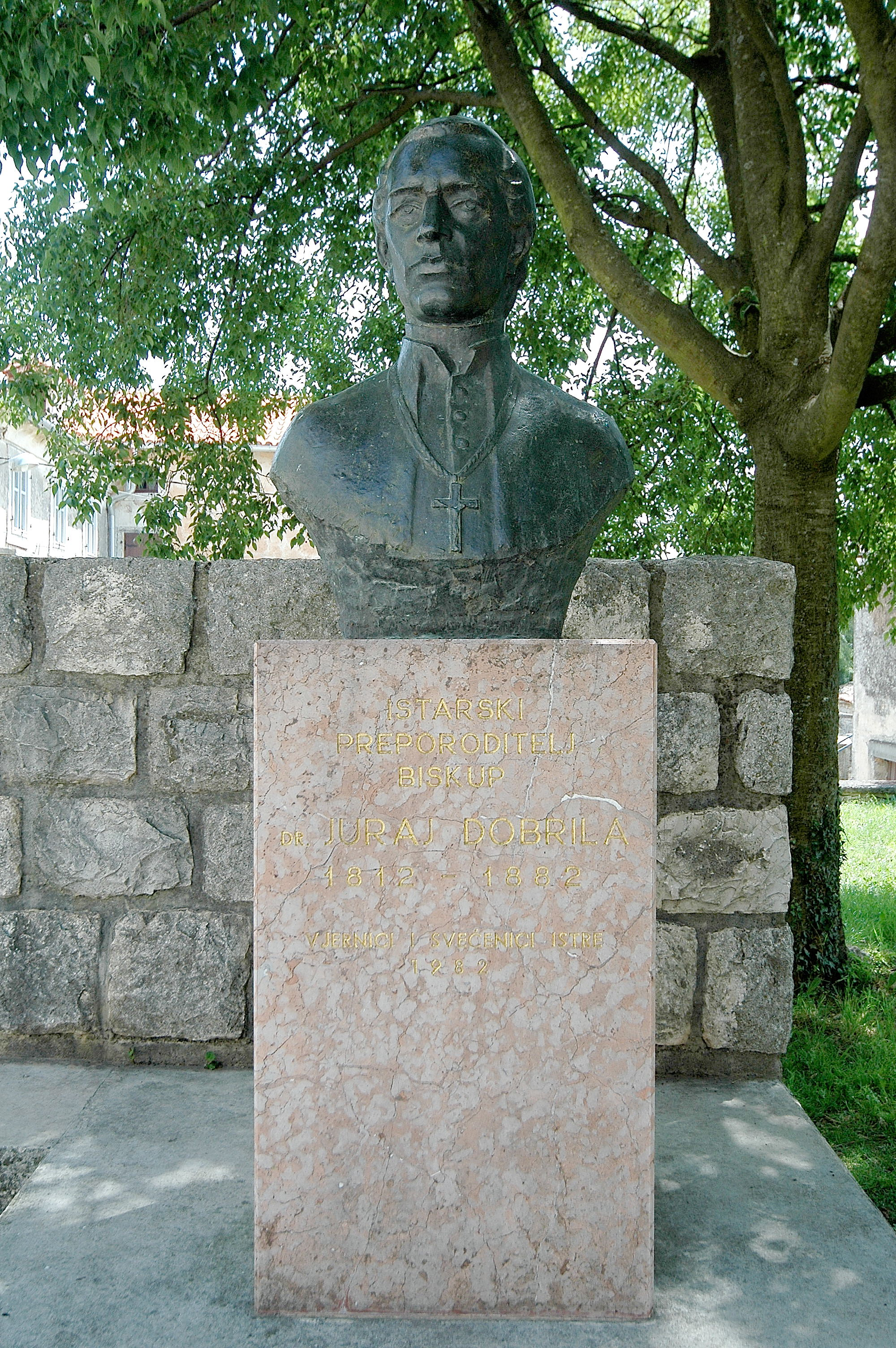
Denkmal für Juraj Dobrila in Tinjan, Kroatien

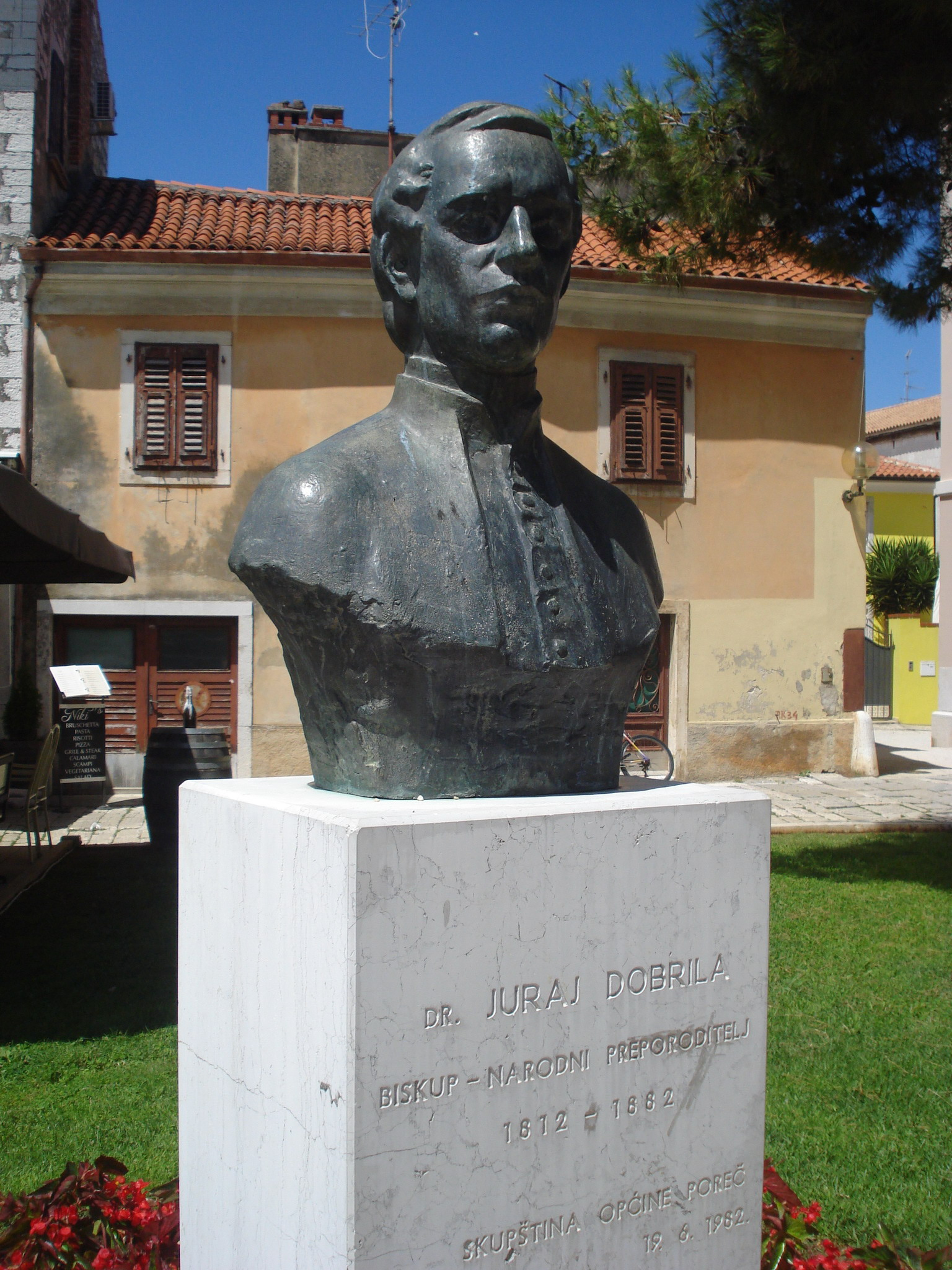
Büste Dobrilas am gleichnamigen Platz in Poreč

Juraj Dobrila (* 16. April 1812 in Ježenj bei Tinjan, Istrien, Kaisertum Österreich; † 13. Januar 1882 in Triest, Österreich-Ungarn) war Bischof von Poreč-Pula und Triest-Capodistria (Koper).

## Leben
Juraj Dobrila wurde am 16. April 1812 im istrischen Ježenj geboren, das zur damaligen Zeit zu den Illyrischen Provinzen gehörte und wenig später Österreich-Ungarn angeschlossen wurde. Der aus einer kroatischen Familie stammende Dobrila besuchte zunächst eine deutsche Grundschule in Tinjan und später in Pazin. Anschließend wechselte er auf ein Gymnasium in Gorizia und später in Karlovac, wo er auch das Priesterseminar begann. Seine Priesterweihe erfolgte 1837. Von 1839 bis 1842 studierte er Theologie am Frintaneum in Wien, wo er sich auch mit Josip Juraj Strossmayer anfreundete. Nach Abschluss seines Studiums wurde er Kaplan in Triest und leitete eine Mädchenschule, in der er auch Deutsch unterrichtete. Während der Revolution von 1848/49 schloss sich Dobrila in Triest der slawischen Bewegung an (Slavjansko društvo). Er unterstützte die Einführung von slawischen Sprachen in Schulen und im öffentlichen Leben, finanzierte kroatischen Kindern eine Ausbildung in Rijeka und Kastav und ermutigte vor allem slawische Bauern, sich gegenüber ihren italienischen Herren zu behaupten.
1857 wurde Dobrila zum Bischof von Poreč-Pula ernannt. Ab 1861 war er als Mitglied im Gemeinderat von Poreč tätig und vertrat die Interessen der Stadt bis 1867 im Wiener Parlament. 1870 nahm er am Ersten Vatikanischen Konzil teil, in dem er ein Gegner des Dogmas über die Unfehlbarkeit des Papstes war.
1875 übernahm er den Bischofsstuhl von Triest-Capodistria. Dobrila starb am 13. Januar 1882 in Triest.

## Bedeutung
Dobrila war ein wichtiger Vertreter der Slowenen und Kroaten Istriens, die zur damaligen Zeit im politischen und gesellschaftlichen Leben benachteiligt wurden. Aufgrund seiner Verdienste wurde sein Porträt auf der Vorderseite des 10-Kuna-Geldscheins abgebildet. Die 2006 gegründete Universität von Pula wurde ihm zu Ehren Sveučilište Jurja Dobrile u Puli genannt.